# El Nogalito, Nuevo León
El Nogalito är en ort i Mexiko.   Den ligger i kommunen Montemorelos och delstaten Nuevo León, i den centrala delen av landet, 700 km norr om huvudstaden Mexico City. El Nogalito ligger 336 meter över havet och antalet invånare är 113.
Terrängen runt El Nogalito är platt. Runt El Nogalito är det ganska glesbefolkat, med 32 invånare per kvadratkilometer. Närmaste större samhälle är Montemorelos, 11,7 km söder om El Nogalito. Trakten runt El Nogalito består i huvudsak av gräsmarker.